# Договор о дружбе, сотрудничестве и партнёрстве между Российской Федерацией и Украиной
Договор о дружбе, сотрудничестве и партнёрстве между Российской Федерацией и Украиной (укр. Договір про дружбу, співробітництво і партнерство між Україною і Російською Федерацією) — договор между Российской Федерацией и Украиной, действовавший в 1999—2019 годах, в котором закреплялся принцип стратегического партнёрства, признания нерушимости существующих границ, уважения территориальной целостности и взаимного обязательства не использовать свою территорию в ущерб безопасности друг друга.
Договор был подписан президентом Украины Леонидом Кучмой и президентом России Борисом Ельциным 31 мая 1997 года в ходе государственного визита последнего в Киев. Верховная рада Украины ратифицировала договор 14 января 1998 года, Государственная Дума РФ — 25 декабря 1998 года. Обмен грамотами о ратификации Договора состоялся в Москве 1 апреля 1999 года, с этого дня он вступил в силу.
В 2014 году Россия аннексировала украинский Крым, чем нарушила заключённые с Украиной международные договоры, включая Будапештский меморандум 1994 года и Договор о дружбе между Россией и Украиной 1997 года. Затем при содействии России началась война на Донбассе.
В январе 2017 года Украина подала против России иск в Международный суд ООН в Гааге «за совершение актов терроризма и дискриминации во время её незаконной агрессии против Украины».
3 декабря 2018 года президент Украины Петр Порошенко внёс в Верховную Раду законопроект о денонсации Договора о дружбе с Россией. В законопроекте было указано, что Украина идёт на такой шаг из-за «вооружённой агрессии РФ против Украины».
6 декабря 2018 года Верховная Рада Украины одобрила законопроект о прекращении действия договора о дружбе с Россией с 1 апреля 2019 года. 10 декабря 2018 года президент Украины Пётр Порошенко подписал закон «О прекращении действия Договора о дружбе, сотрудничестве и партнёрстве между Украиной и Российской Федерацией».

## Условия договора
Согласно договору, обе страны гарантируют гражданам другой страны права и свободы на тех же основаниях и в таком же объёме, что и своим собственным гражданам, кроме случаев, установленных национальным законодательством государств или их международными договорами.
Каждая из стран защищает в установленном порядке права своих граждан, проживающих на территории другой страны, в соответствии с обязательствами по документам Организации по безопасности и сотрудничеству в Европе и других общепризнанных принципов и норм международного права, договорённостей в рамках Содружества Независимых Государств, участниками которых они являются.
Украина и Россия принимают на своей территории необходимые меры, включая принятие соответствующих законодательных актов, для предотвращения и пресечения любых действий, представляющих собой подстрекательство к насилию или насилие, основанное на национальной, расовой, этнической или религиозной нетерпимости.
Украина и Россия взаимодействуют в ООН и других международных организациях, включая экономические, финансовые, оказывают поддержку друг другу во вступлении в международные организации и присоединении к соглашениям и конвенциям, участником которых не является одна из стран.
Обе стороны обязались уважать территориальную целостность друг друга и подтвердили нерушимость существующих между ними границ.
В соответствии со статьёй 6 договора, стороны обязались воздерживаться от участия или поддержки каких бы то ни было действий, направленных против другой стороны, от заключения с третьими странами каких-либо договоров, направленных против другой стороны, а также от предоставления своей территории для использования в ущерб безопасности другой стороны.
Согласно статье 40 договора он был заключён сроком на десять лет и его действие автоматически продлевается на последующие десятилетние периоды. Прекращение договора возможно путём соответствующего заявления одной из сторон не менее чем за шесть месяцев до окончания очередного десятилетнего периода. В соответствии с данной статьей в октябре 2008 года действие договора было автоматически продлено на следующие 10 лет — до 1 апреля 2019 года.

## Прекращение действия договора
В 2014 году Россия нарушила территориальную целостность Украины — аннексировала украинский Крым, а затем при содействии России началась война на Донбассе. После этого украинскими и российскими политиками выдвигались предложения о расторжении договора; однако ни Россия, ни Украина, несмотря на нарушение договора Россией, разрывать договор не намеревались. РФ считала, что её потенциальный выход из договора не будет «способствовать решению проблем российско-украинских отношений». Украинские же власти намеревались использовать формальное продолжение действия договора в целях «привлечения к ответственности России за имевшее место нарушение документа».
В марте 2018 года денонсировать договор о дружбе с Россией предложило министерство иностранных дел Украины. 28 августа президент Украины Пётр Порошенко поручил МИДу готовиться к расторжению договора.
6 сентября Совет национальной безопасности и обороны Украины принял решение о прекращении договора согласно положениям его статьи 40.
17 сентября это решение утвердил президент. 24 сентября официальная нота была вручена МИДу РФ.
3 декабря 2018 года законопроект о прекращении действия договора с 1 апреля 2019 года был внесён президентом Украины в Верховную раду в качестве неотложного. Документ предусматривает, что «прекращение действия этого Договора освобождает Украину от любого обязательства по его выполнению и не влияет на права, обязательства или правовое положение Украины, возникшие в результате выполнения названного Договора до прекращения его действия, согласно статье 70 Венской конвенции о праве международных договоров».
6 декабря 2018 года Верховная Рада Украины одобрила законопроект о прекращении действия договора о дружбе с Россией с 1 апреля 2019 года. 10 декабря 2018 года президент Украины Пётр Порошенко подписал закон «О прекращении действия Договора о дружбе, сотрудничестве и партнёрстве между Украиной и Российской Федерацией».
1 апреля 2019 года договор официально прекратил своё действие.